# Wieczór kawalerski (film 1984)
Wieczór kawalerski (ang. Bachelor Party) – amerykańska komedia erotyczna z 1984 roku.

## Opis fabuły
Rick Gassko zamierza ożenić się z piękną Debbie Thompson. Rodzice dziewczyny nie są zachwyceni decyzją córki i przyszłym zięciem. Przyjaciele Ricka, chcąc dodać mu otuchy, organizują dla niego wieczór kawalerski w luksusowym hotelu.

## Obsada
- Tom Hanks – Rick Gassko
- Tawny Kitaen – Debbie Thompson
- Adrian Zmed – Jay O'Neill
- George Grizzard – pan Thompson
- Barbara Stuart – pani Thompson
- Robert Prescott – Cole Whittier
- William Tepper – doktor Stan Gassko
- Wendie Jo Sperber – doktor Tina Gassko
- Barry Diamond – Rudy
- Gary Grossman – Gary
- Michael Dudikoff – Ryko
- Bradford Bancroft – Brad Mollen
- Martina Finch – Phoebe
- Deborah Harmon – Ilene
- Tracy Smith – Bobbi
- Florence Schauffler – siostra Mary Francis
- Sumant – Rajah
- John Bloom – Milt
- Monique Gabrielle – Tracey